# Jan Twardowski

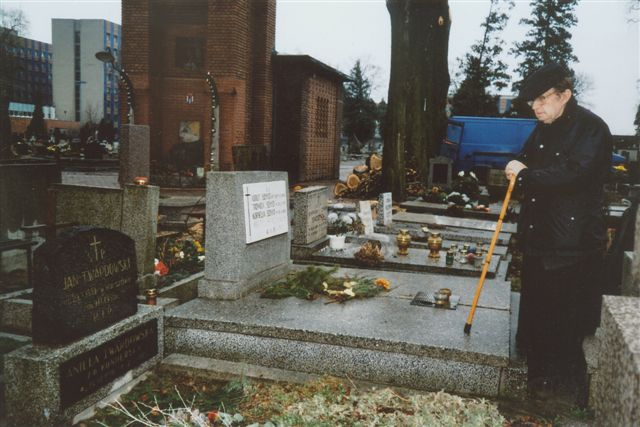
Ks. Jan Twardowski, odwiedzający grób swoich rodziców, Katowice, cmentarz przy ul. Sienkiewicza, marzec 2000

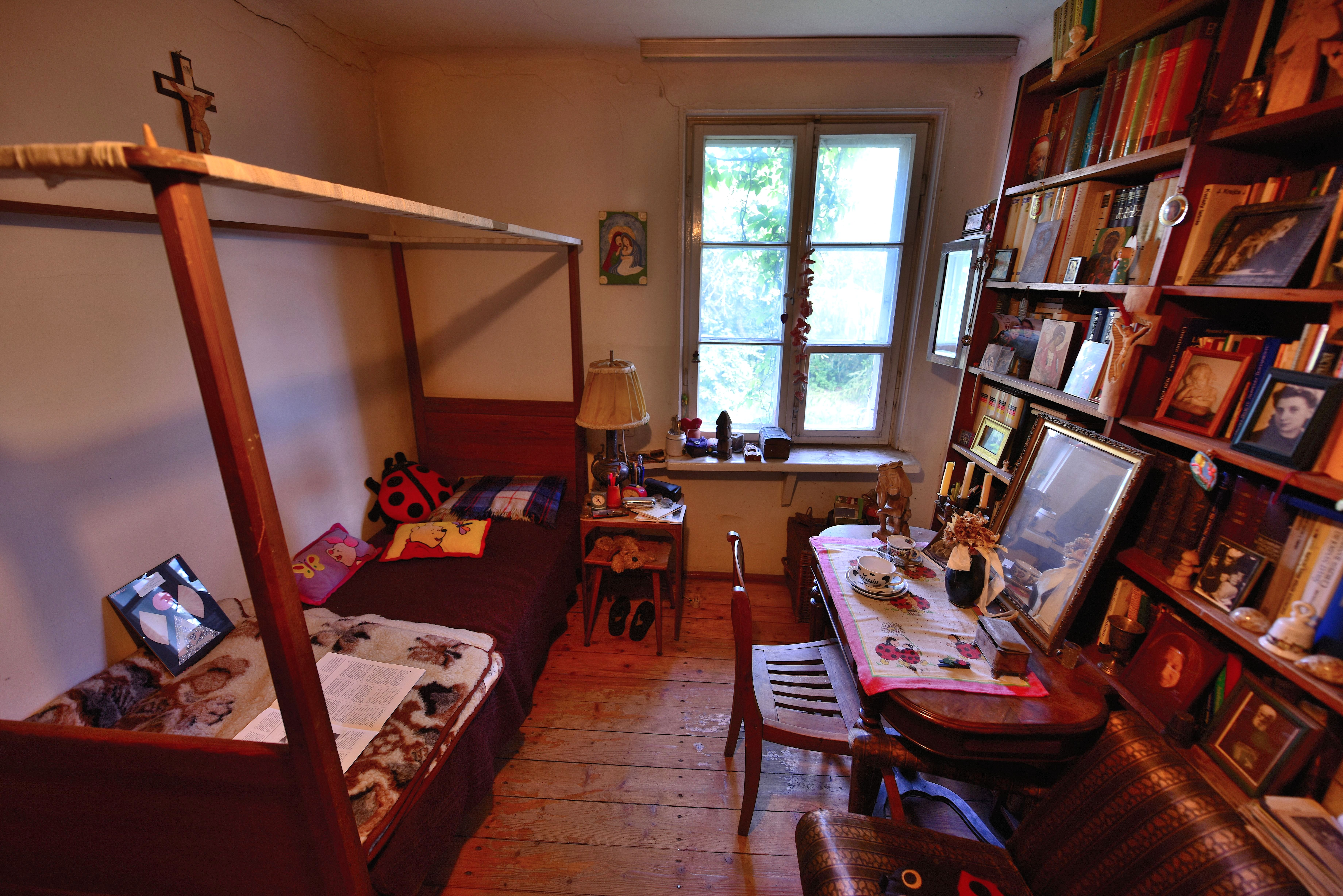
Sypialnia w mieszkaniu ks. Jana Twardowskiego przy klasztorze sióstr wizytek w Warszawie

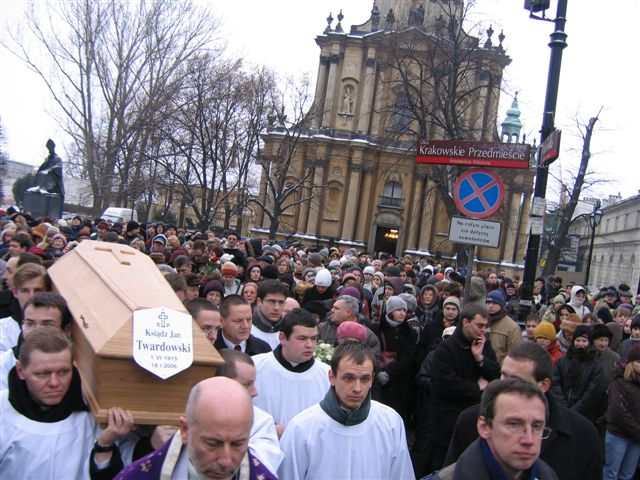
Pogrzeb ks. Jana Twardowskiego, przed kościołem Sióstr Wizytek na Krakowskim Przedmieściu, Warszawa, 3 lutego 2006

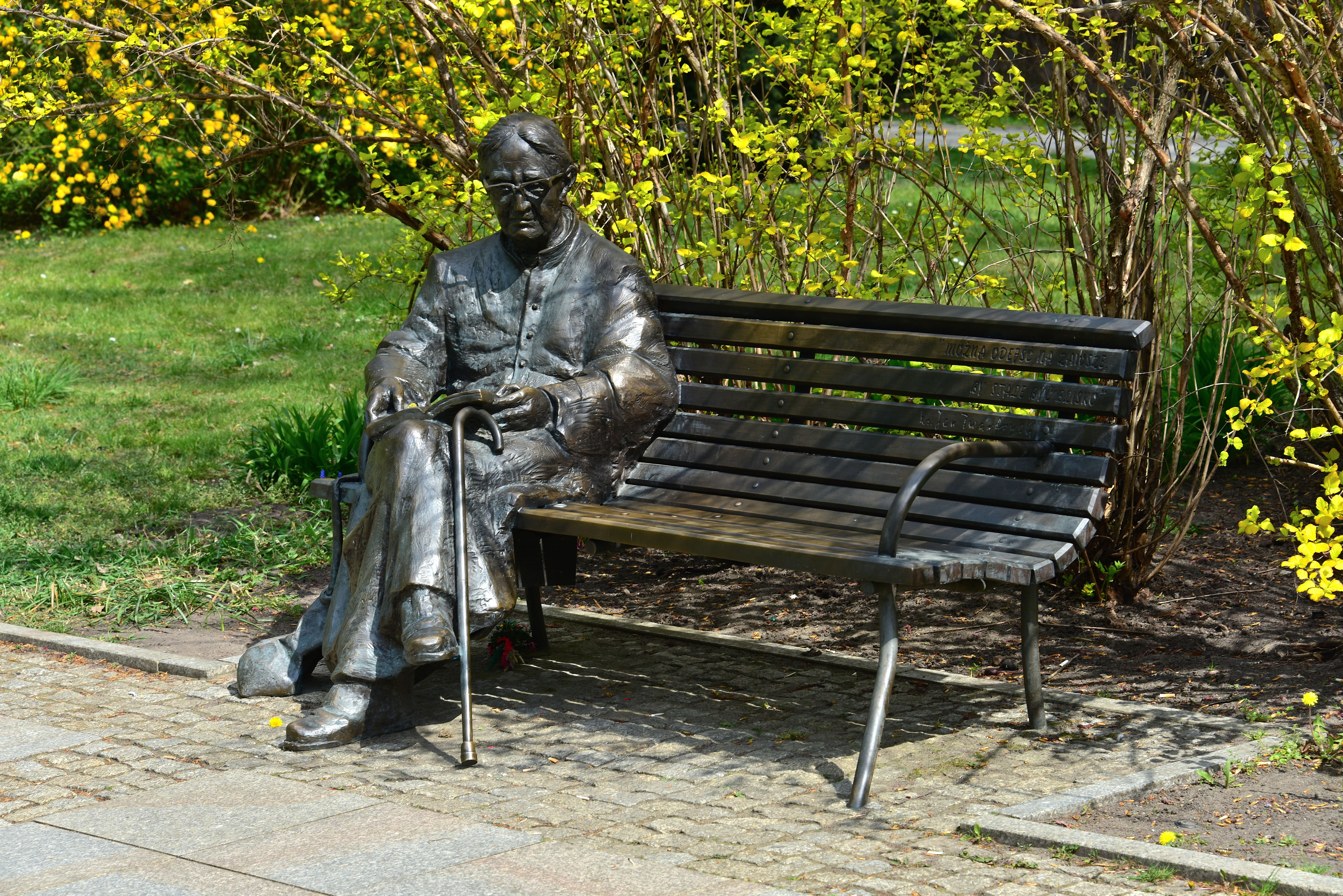
Pomnik ks. Jana Twardowskiego w Warszawie

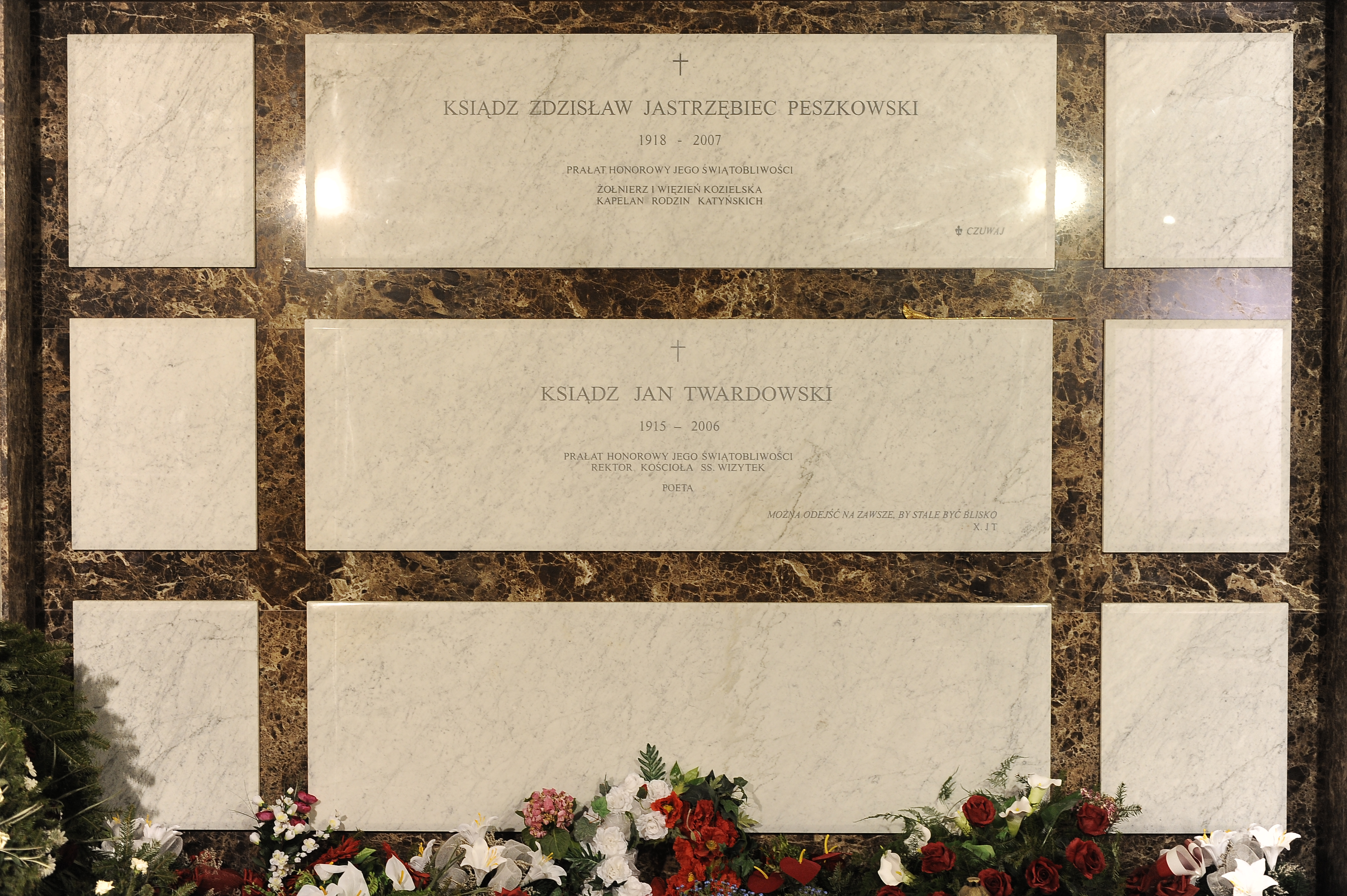
Krypta księdza Jana Twardowskiego w Panteonie Wielkich Polaków Świątyni Opatrzności Bożej w Warszawie

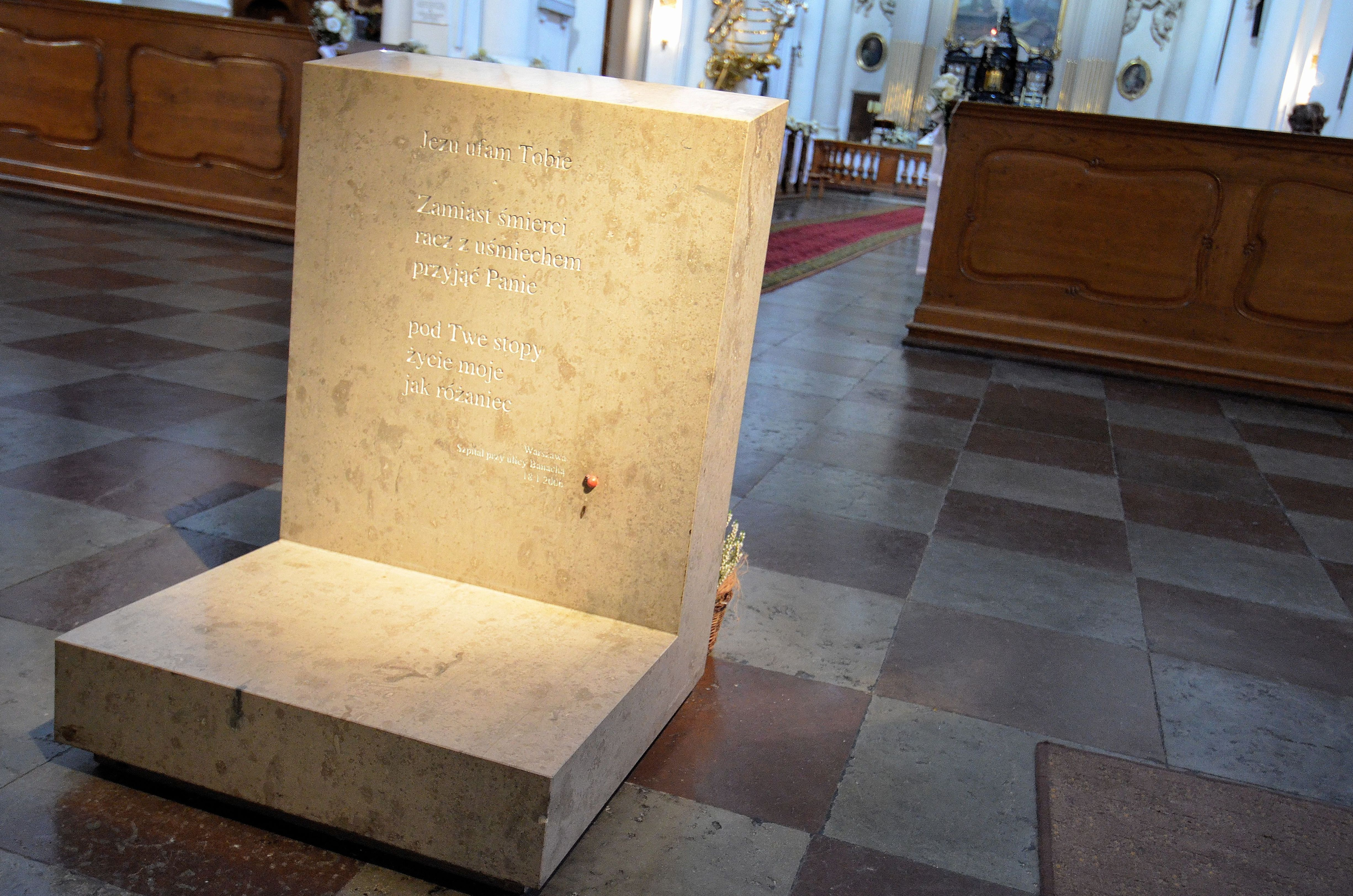
Klęcznik-epitafium ks. Jana Twardowskiego z jego ostatnim wierszem w kościele Wizytek w Warszawie

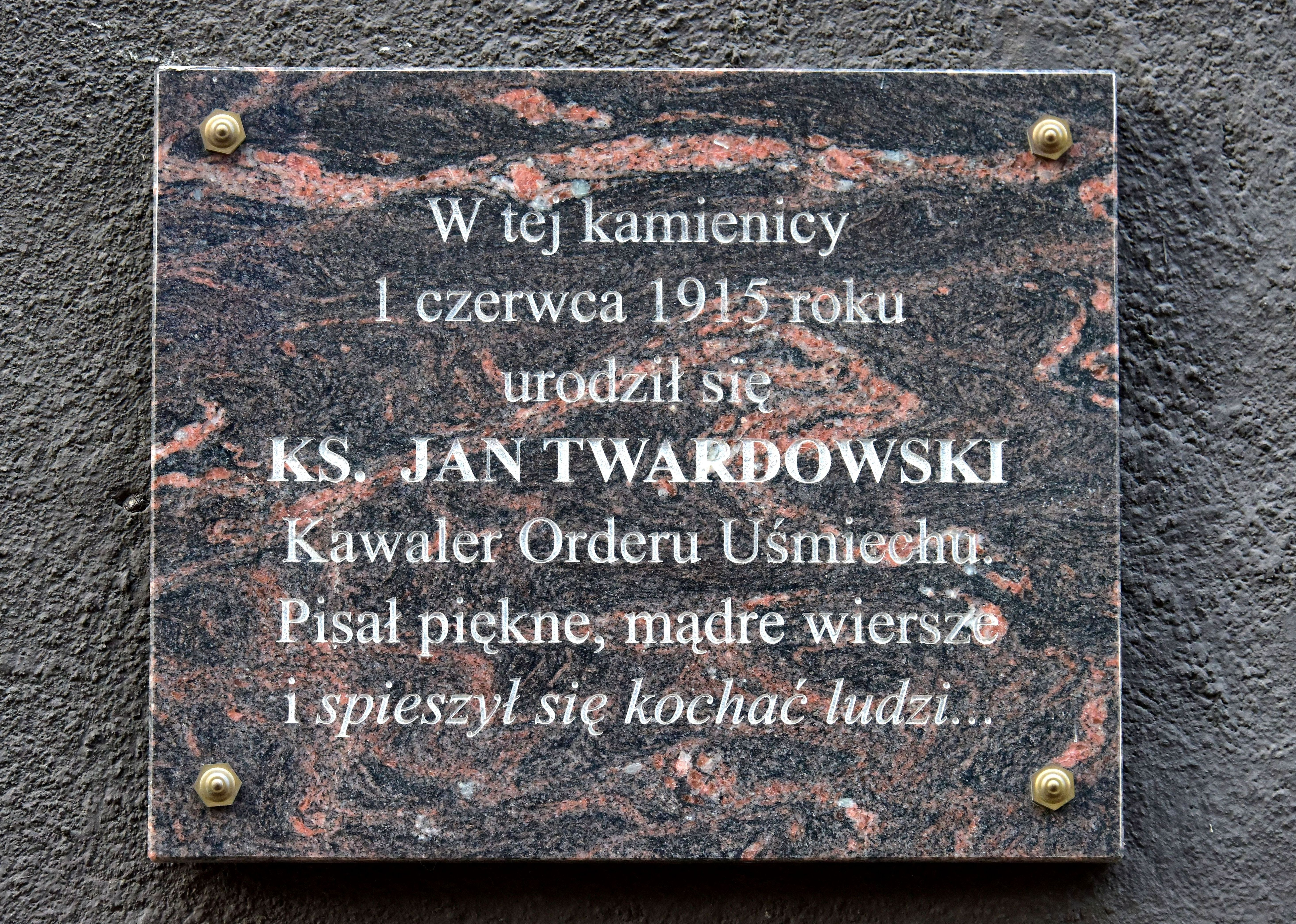
Tablica pamiątkowa na fasadzie kamienicy przy ul. Koszykowej 20, w której urodził się Jan Twardowski

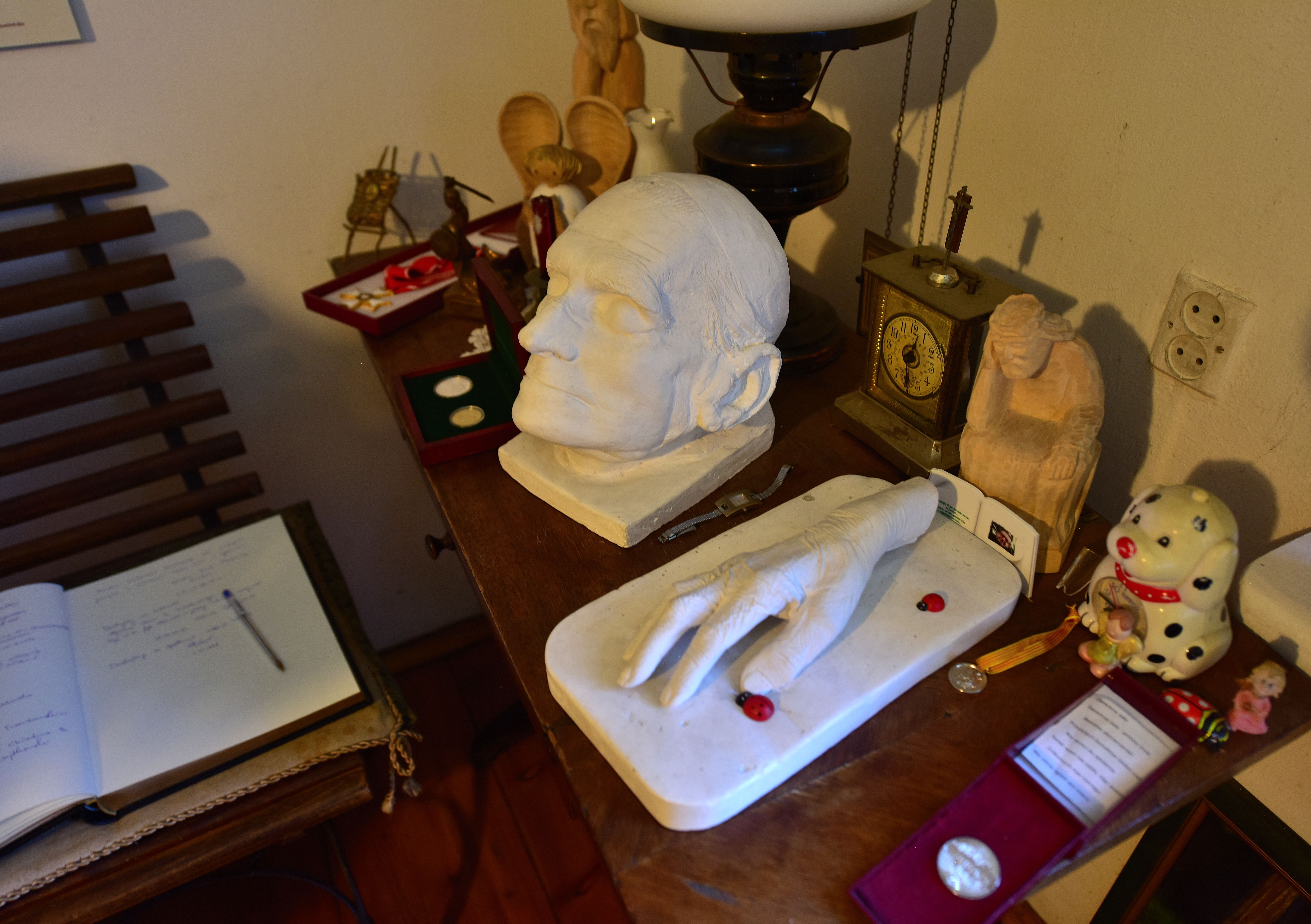
Maska pośmiertna i odlew prawej dłoni w mieszkaniu ks. Jana Twardowskiego przy klasztorze sióstr wizytek w Warszawie

Jan Jakub Twardowski (ur. 1 czerwca 1915 w Warszawie, zm. 18 stycznia 2006 tamże) – polski duchowny rzymskokatolicki, prałat honorowy Jego Świątobliwości, poeta, przedstawiciel współczesnej liryki religijnej. Z jego wiersza dedykowanego Annie Kamieńskiej pochodzi zdanie: Śpieszmy się kochać ludzi – tak szybko odchodzą.

## Życiorys

### Dzieciństwo
Urodził się 1 czerwca 1915 w Warszawie przy ul. Koszykowej 20 w polskiej rodzinie szlacheckiej. Pięć tygodni później, 4 lipca, został ochrzczony w kościele św. Aleksandra. Tego samego dnia, na mocy decyzji rosyjskich władz kolejowych, cała rodzina Twardowskich, podobnie jak inne rodziny warszawskich kolejarzy, została przymusowo ewakuowana w głąb Rosji. Powrót rodziny do Polski nastąpił dopiero po 3 latach (13 lipca 1918).
Miał trzy siostry – dwie starsze, Halinę (ur. 1911) i Lucynę (ur. 1912) oraz młodszą, Marię (ur. 1920). 

### Wczesna dorosłość
Wychowywał się w Warszawie. W 1922 Jan rozpoczął naukę w szkole podstawowej, a od 1927 roku uczęszczał do Gimnazjum im. Tadeusza Czackiego w Warszawie do klasy matematyczno-przyrodniczej. W latach 1933–1935 współredagował międzyszkolne pismo młodzieży gimnazjalnej „Kuźnia Młodych”, gdzie piastował funkcję redaktora działu literackiego. Na łamach tej gazetki miał miejsce jego debiut poetycki i prozatorski. Zaczął również prowadzić „Poradnik literacki”, drukował recenzje i wywiady oraz nawiązał szereg znajomości z utalentowanymi kolegami, m.in. z Kazimierzem Brandysem, Pawłem Hertzem, Janem Kottem, Tadeuszem Różewiczem. Maturę zdał w 1936. 
W 1937 ukazał się pierwszy tomik jego wierszy pt. Powrót Andersena, nawiązujący do poetyki Skamandra. W tym samym roku rozpoczął studia polonistyczne na Uniwersytecie Warszawskim. W 1939 uzyskał absolutorium, a w 1947 obronił pracę magisterską. 
W czasie II wojny światowej, podczas której zaginął cały nakład Powrotu Andersena (40 egzemplarzy), był żołnierzem Armii Krajowej, uczestniczył w powstaniu warszawskim. Wskutek przeżyć wojennych, w tym zniszczenia jego domu rodzinnego, w 1943 postanowił zostać księdzem.

### Okres powojenny
W trakcie wojny w marcu 1945 zaczął naukę w tajnym Seminarium Duchownym w Warszawie. Naukę w seminarium kontynuował z przerwami do 1948, kiedy to 4 lipca przyjął święcenia kapłańskie. W tym też roku uzyskał tytuł magistra filologii polskiej za pracę Godzina myśli. Zaraz po studiach w seminarium duchownym przybył do parafii w Żbikowie k. Pruszkowa, gdzie był wikarym przez trzy lata. Zajmował się nauczaniem religii w szkole specjalnej. Od 1959 aż do emerytury był rektorem kościoła sióstr Wizytek w Warszawie, gdzie głosił kazania dla dzieci, którym później zadedykował m.in. zbiory: Zeszyt w kratkę oraz Patyki i patyczki. Był również wieloletnim wykładowcą i wychowawcą pokoleń kleryków w warszawskim seminarium. W latach 1952–1954 był katechetą w Liceum Ogólnokształcącym im. gen. Józefa Sowińskiego.
Wcześniej, bo już pod koniec 1945, powrócił do publikowania wierszy. Jego twórczość trafiła wówczas m.in. na łamy „Tygodnika Powszechnego”. Wielką popularność przyniósł mu wydany w 1970 tom Znaki ufności.

### Śmierć
Zmarł wieczorem 18 stycznia 2006 w Samodzielnym Publicznym Centralnym Szpitalu Klinicznym przy ul. Banacha 1a w Warszawie. 
Został pochowany w krypcie w Panteonie Wielkich Polaków, miejscu pochówku dla zasłużonych w Świątyni Opatrzności Bożej, zgodnie z życzeniem prymasa Polski, kardynała Józefa Glempa, a wbrew jego ostatniej woli (chciał być pochowany na warszawskich Powązkach) – jednak w swoim testamencie ostateczną decyzję pozostawił zwierzchnikom.

## Twórczość

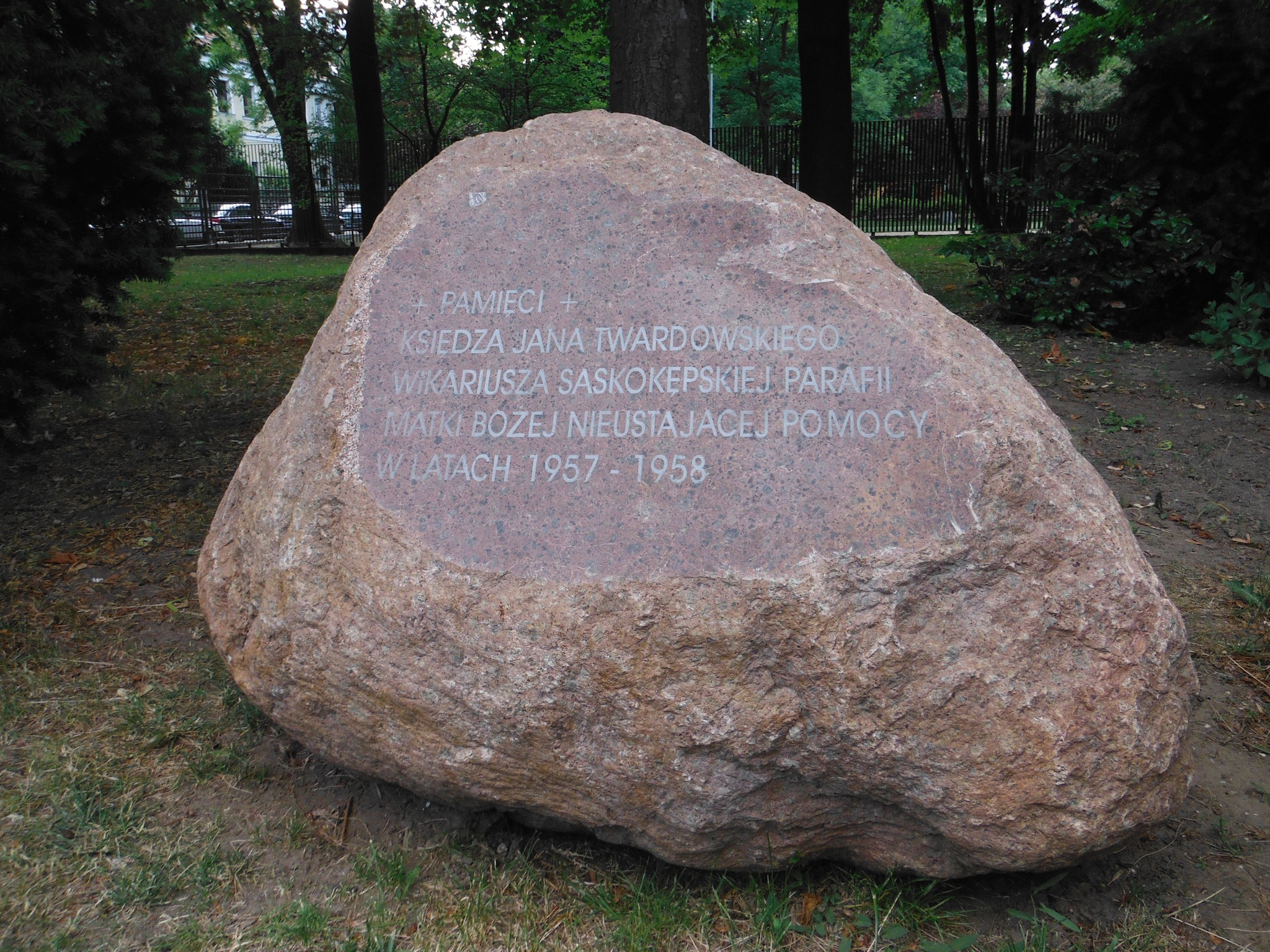
Głaz pamiątkowy na Saskiej Kępie

Liryka księdza Twardowskiego traktuje zarówno o Bogu, jak i o ludziach i ich problemach. Dobrze widoczne są liczne odwołania i metafory dotyczące przyrody (także jako pochwała stworzenia). Wiersze tego autora często, poprzez apostrofy i inne środki stylistyczne, mają charakter modlitewny (np. słowa Boże po stokroć święty, Mocny i uśmiechnięty w Suplikacjach).

### Ważniejsze utwory
- Wiersze (1959, tom wydany wspólnie z książką poetycką ks. Pawła Heintscha)
- O spacerze po cmentarzu wojskowym (1968)
- Znaki ufności (1970)
- Zeszyt w kratkę (1973)
- Poezje wybrane (1979)
- Niebieskie okulary (1980)[9]
- Rachunek dla dorosłego (1982)
- Który stwarzasz jagody (1983[9], 1988, 1990)
- Na osiołku (1986)[9]
- Nie przyszedłem pana nawracać (1986)[9]
- Patyki i patyczki (1988)
- Sumienie ruszyło (1989[9], 1990)
- Tak ludzka (1990)
- Stukam do nieba (1990)
- Nie bój się kochać (1991)
- Niecodziennik (1991)[9]
- Nie martw się (1992)[9]
- Tyle jeszcze nadziei (1993)
- Krzyżyk na drogę (1993)
- Elementarz księdza Twardowskiego dla najmłodszego, średniaka i starszego (2000)
- Pogodne spojrzenie (2003)
- Mimo Wszystko (2003)
- Na chwilę
- Święty gapa
- O maluchach
- Do moich uczniów
- Obiecanki Cacanki
- Podziękowanie...
- Trochę plotek o świętych
- Prawda

## Upamiętnienie
Szkoła Podstawowa nr 2 w Białymstoku jako pierwsza uzyskała w 1993 roku zgodę ks. Twardowskiego na nadanie jej jego imienia. Wcześniej ks. Twardowski nie wyrażał zgody, twierdząc że patronem nie powinno zostawać się za życia.
Pół roku po śmierci duchownego, w marcu 2006, rozpoczęto procedurę i nadano imię ks. Jana Twardowskiego Szkole Podstawowej w Chwaliszewie (pow. krotoszyński). W 2009 jego imię nadano Zespołowi Szkół Specjalnych w Pruszkowie.
W dniu 1 czerwca 2010 roku Narodowy Bank Polski wyemitował monety upamiętniające 95. rocznicę urodzin księdza Twardowskiego o nominałach: 2 zł – wykonaną stemplem zwykłym ze stopu nordic gold, oraz 10 zł – wykonaną stemplem lustrzanym w srebrze.
W maju 2011 Rada Warszawy nadała skwerowi położonemu u zbiegu ulic Karowej i Krakowskiego Przedmieścia nazwę ks. Jana Twardowskiego.
10 października 2013 na skwerze odsłonięto pomnik ks. Jana Twardowskiego. Autorem rzeźby plenerowej wykonanej w brązie jest Wojciech Gryniewicz.
W kościele Wizytek znajduje się niezwykłe epitafium ks. Jana Twardowskiego w formie klęcznika z wyrytym jego ostatnim wierszem napisanym przed śmiercią w szpitalu przy ul. Banacha oraz małą biedronką. W 2015 na fasadzie kamienicy przy ul. Koszykowej 20, w której się urodził, odsłonięto tablicę pamiątkową.
Imię ks. Jana Twardowskiego noszą lub nosiły szkoły m.in.: we Wrocławiu (Gimnazjum nr 17 przy ul. Ślężnej), w Goleniowie (Szkoła Podstawowa nr 5 z oddziałami sportowymi przy ul. Norwida 1), w Częstochowie (Społeczna Szkoła Podstawowa nr 1 STO przy ul. Brzeźnickiej), w Czechowicach-Dziedzicach (Szkoła Podstawowa nr 10), w Krakowie (XLI Liceum Ogólnokształcące, dawniej Gimnazjum nr 4), w Nowym Sączu (Gimnazjum nr 2), w Warszawie (Szkoła Podstawowa nr 306), w Barłominie (Szkoła Podstawowa), w Janiszewicach (Szkoła Podstawowa), w Konstancinie-Jeziornie (Zespół Szkół nr 3 przy ul. Bielawskiej), w Człekówce (Szkoła Podstawowa), w Lisnowie (Szkoła Podstawowa), w Ząbkach (Publiczna Katolicka Szkoła Podstawowa), w Oleśnicy (Liceum Ogólnokształcące nr 2), w Baranowie Sandomierskim (Szkoła Podstawowa), w Sierpcu (Szkoła Podstawowa nr 3), w Katowicach (Szkoła Podstawowa nr 37), w Lubartowie (Szkoła Podstawowa nr 1), w Horodyszczu (Szkoła Podstawowa) i w Siennej (Zespół Szkolno-Przedszkolny).
Imię ks. Jana Twardowskiego nosi także Szkoła Polska w Bellevue w stanie Waszyngton w Stanach Zjednoczonych.
W 2015 Poczta Polska wydała w nakładzie 320 tys. sztuk upamiętniający ks. Twardowskiego znaczek pocztowy o nominale 1,75 zł zaprojektowany przez Marzannę Dąbrowską.
W czerwcu 2015 na terenie kościoła parafialnego przy ulicy Alfreda Nobla w Warszawie (gdzie ks. Jan Twardowski był wikariuszem w latach 1957–1958) odsłonięto głaz pamiątkowy.
16 listopada 2016 roku odbyła się uroczystość nadania imienia ks. Jana Twardowskiego Specjalnemu Ośrodkowi Szkolno-Wychowawczemu w Ostrołęce.

## Odznaczenia
- Krzyż Komandorski Orderu Odrodzenia Polski (pośmiertnie, 2006)[40],
- Medal Polonia Mater Nostra Est (1999),
- Order Ecce Homo (1999)[41],
- Order Uśmiechu (1996).

## Nagrody
- Nagroda PEN Clubu im. Roberta Gravesa za całokształt twórczości (1980),
- Nagroda Literacka im. Władysława Reymonta[42] (1996),
- Nagroda Złotego Feniksa (przyznana przez Stowarzyszenia Wydawców Katolickich) (1999),
- Doktorat honoris causa Katolickiego Uniwersytetu Lubelskiego (1999)[43],
- Nagroda Ikara (2000),
- Dziecięca Nagroda „Serca” (2000),
- Nagroda TOTUS (2001),
- Honorowe obywatelstwo Tarnowskich Gór (2003)[44],
- Nagroda Miasta Stołecznego Warszawy (2005)[45].